# Lekkoatletyka na Letnich Igrzyskach Olimpijskich 2016 – pchnięcie kulą kobiet
Pchnięcie kulą kobiet – jedna z konkurencji lekkoatletycznych rozgrywanych podczas igrzysk olimpijskich w Rio de Janeiro. Zawody odbyły się 12 sierpnia 2016 roku.
Obrończynią złotego medalu olimpijskiego z 2012 roku była Valerie Adams z Nowej Zelandii (pierwsze miejsce w konkursie zdobyła Nadzieja Astapczuk, jednak została ona zdyskwalifikowana za doping).
W zawodach wzięło udział 36 zawodniczek z 25 krajów.

## Terminarz
Wszystkie godziny podane są w czasie brazylijskim (UTC-03:00) oraz polskim (CEST).
| Data             | Godzina rozpoczęcia | Godzina rozpoczęcia |            |
| Data             | UTC-03:00           | CEST                |            |
| ---------------- | ------------------- | ------------------- | ---------- |
| 12 sierpnia 2016 | 10:05               | 15:05               | Eliminacje |
| 12 sierpnia 2016 | 22:00               | 03:00               | Finał      |

## Rekordy
Tabela uwzględnia rekordy uzyskane przed rozpoczęciem rywalizacji.
|                             | Zawodniczka      | Wynik   | Miejsce | Data               |
| --------------------------- | ---------------- | ------- | ------- | ------------------ |
| Rekord świata               | Natalja Lisowska | 22,63 m | Moskwa  | 7 lipca 1987(dts)  |
| Rekord olimpijski           | Ilona Slupianek  | 22,41 m | Moskwa  | 24 lipca 1980(dts) |
| Najlepszy wynik w 2016 roku | Gong Lijiao      | 20,43 m | Halle   | 21 maja 2016(dts)  |

## Wyniki

### Eliminacje
Zawodniczki rywalizowały w dwóch grupach: A i B. Norma kwalifikacyjna do finału wynosiła 18,90 m(Q). Do finału kwalifikowało się 12 zawodniczek z najlepszym wynikiem (q).
| Pozycja | Grupa | Zawodniczka          | Reprezentacja     | #1    | #2    | #3    | Rezultat | Uwagi |
| ------- | ----- | -------------------- | ----------------- | ----- | ----- | ----- | -------- | ----- |
| 1       | A     | Valerie Adams        | Nowa Zelandia     | 19,74 |       |       | 19,74    | Q     |
| 2       | B     | Christina Schwanitz  | Niemcy            | 19,18 |       |       | 19,18    | Q     |
| 3       | A     | Michelle Carter      | Stany Zjednoczone | 17,95 | 19,01 |       | 19,01    | Q     |
| 4       | A     | Raven Saunders       | Stany Zjednoczone | x     | 18,83 |       | 18,83    | Q     |
| 5       | B     | Gong Lijiao          | Chiny             | 18,74 |       |       | 18,74    | Q     |
| 6       | B     | Anita Márton         | Węgry             | 18,51 |       |       | 18,51    | Q     |
| 7       | B     | Geísa Arcanjo        | Brazylia          | 18,27 | 17,67 | x     | 18,27    | q,    |
| 8       | A     | Cleopatra Borel      | Trynidad i Tobago | 16,94 | 17,78 | 18,20 | 18,20    | q     |
| 9       | A     | Natalia Duco         | Chile             | 18,18 | x     | x     | 18,18    | q     |
| 10      | B     | Auriol Dongmo        | Kamerun           | 17,92 | 17,71 | x     | 17,92    | q,    |
| 11      | B     | Alena Abramczuk      | Białoruś          | 17,78 | 17,19 | 16,97 | 17,78    | q     |
| 12      | A     | Alona Dubicka        | Białoruś          | x     | x     | 17,76 | 17,76    | q     |
| 13      | B     | Paulina Guba         | Polska            | 17,70 | 17,56 | x     | 17,70    |       |
| 14      | B     | Felisha Johnson      | Stany Zjednoczone | x     | 17,64 | 17,69 | 17,69    |       |
| 15      | A     | Melissa Boekelman    | Holandia          | 16,97 | 17,69 | x     | 17,69    |       |
| 16      | A     | Bian Ka              | Chiny             | 17,68 | 17,36 | 16,84 | 17,68    |       |
| 17      | B     | Julija Leanciuk      | Białoruś          | 17,66 | x     | 16,69 | 17,66    |       |
| 18      | A     | Brittany Crew        | Kanada            | 16,67 | x     | 17,45 | 17,45    |       |
| 19      | B     | Ahymará Espinoza     | Wenezuela         | x     | 17,27 | 16,77 | 17,27    |       |
| 20      | A     | Sara Gambetta        | Niemcy            | x     | 16,93 | 17,24 | 17,24    |       |
| 21      | B     | Radosława Mawrodiewa | Bułgaria          | x     | 17,11 | 17,20 | 17,20    |       |
| 22      | B     | Yaniuvis López       | Kuba              | 17,15 | x     | x     | 17,15    |       |
| 23      | B     | Manpreet Kaur        | Indie             | 16,68 | 17,06 | 16,76 | 17,06    |       |
| 24      | A     | Emel Dereli          | Turcja            | 17,01 | 16,86 | x     | 17,01    |       |
| 25      | B     | Danniel Thomas       | Jamajka           | 16,70 | 16,43 | 16,99 | 16,99    |       |
| 26      | A     | Saily Viart          | Kuba              | 15,82 | x     | 16,99 | 16,99    |       |
| 27      | A     | Olha Hołodna         | Ukraina           | 16,10 | 16,35 | 16,83 | 16,83    |       |
| 28      | B     | Taryn Suttie         | Kanada            | 16,55 | 16,74 | 16,60 | 16,74    |       |
| 29      | A     | Nwanneka Okwelogu    | Nigeria           | 16,67 | x     | x     | 16,67    |       |
| 30      | B     | Lena Urbaniak        | Niemcy            | 16,32 | 16,62 | x     | 16,62    |       |
| 31      | A     | Sandra Lemos         | Kolumbia          | 16,46 | 16,46 | 16,12 | 16,46    |       |
| 32      | A     | Leyla Rajabi         | Iran              | 16,18 | 16,34 | 16,16 | 16,34    |       |
| 33      | A     | Gao Yang             | Chiny             | 16,17 | 15,48 | x     | 16,17    |       |
| 34      | B     | Hałyna Obłeszczuk    | Ukraina           | 15,81 | x     | x     | 15,81    |       |
| 35      | A     | Dimitriana Surdu     | Mołdawia          | 15,14 | 15,17 | 15,25 | 15,25    |       |
| 36      | B     | Jessica Inchude      | Gwinea Bissau     | 14,12 | 15,15 | 14,84 | 15,15    |       |

### Finał
W finale startowało 12 zawodniczek. Po trzech rzutach, do wąskiego finału kwalifikowało się 8 najlepszych zawodniczek.
| Pozycja | Zawodniczka         | Reprezentacja     | #1    | #2    | #3    | #4    | #5    | #6    | Rezultat | Uwagi |
| ------- | ------------------- | ----------------- | ----- | ----- | ----- | ----- | ----- | ----- | -------- | ----- |
| 1. !    | Michelle Carter     | Stany Zjednoczone | 19,12 | 19,82 | 19,44 | 19,87 | 19,84 | 20,63 | 20,63    | , WL  |
| 2. !    | Valerie Adams       | Nowa Zelandia     | 19,79 | 20,42 | 19,80 | X     | X     | 20,39 | 20,42    | SB    |
| 3. !    | Anita Márton        | Węgry             | 17,60 | 18,72 | 19,39 | 19,38 | 19,10 | 19,87 | 19,87    | NR    |
| 4       | Gong Lijiao         | Chiny             | 18,98 | 19,39 | 19,18 | X     | X     | X     | 19,39    |       |
| 5       | Raven Saunders      | Stany Zjednoczone | 18,88 | X     | X     | X     | X     | 19,35 | 19,35    | PB    |
| 6       | Christina Schwanitz | Niemcy            | 19,03 | X     | X     | X     | X     | 18,92 | 19,03    |       |
| 7       | Cleopatra Borel     | Trynidad i Tobago | 18,05 | 18,24 | X     | 17,94 | 18,37 | X     | 18,37    |       |
| 8       | Alona Dubicka       | Białoruś          | 18,00 | 18,23 | X     | X     | X     | X     | 18,23    |       |
| 9       | Geísa Arcanjo       | Brazylia          | 17,50 | 17,68 | 18,16 | NQ    | NQ    | NQ    | 18,16    |       |
| 10      | Natalia Duco        | Chile             | 18,07 | 17,73 | 17,99 | NQ    | NQ    | NQ    | 18,07    |       |
| 11      | Alena Abramczuk     | Białoruś          | 17,37 | X     | X     | NQ    | NQ    | NQ    | 17,37    |       |
| 12      | Auriol Dongmo       | Kamerun           | X     | 16,99 | 16,82 | NQ    | NQ    | NQ    | 16,99    |       |

Źródło: Rio 2016